# Islas Medvezhi
Las islas Medvezhi (o islas de los Osos), (en ruso: Медвежьи острова) es un grupo de islas deshabitadas del ártico siberiano, localizadas en el extremo occidental del golfo del Kolymá (Kolymski zaliv), en aguas del mar de Siberia Oriental. 
Administrativamente, este grupo de islas pertenece a la república de Sajá de la Federación de Rusia.

## Geografía
Este grupo de islas se encuentra a unos 100 km al norte de la desembocadura del río Kolymá. La isla más grande, Krestovski, tiene unos 15 km de largo y se halla a unos 35 km al NE de la costa siberiana. Las otras islas del grupo son Leóntieva, Pushkariova, Andréieva, Lysova y Chetyriojstolbovói. 
El mar que rodea las islas Medvezhi está cubierto por hielo fijo en el invierno y el clima es muy severo. El mar circundante se halla obstaculizado por bloques de hielo incluso en los meses de verano. Hay pesca comercial en el ámbito de las islas Medvezhi durante el verano.
Todas las islas están cubiertas con vegetación típica de la tundra. Como su nombre indica, estas islas son un refugio y lugar de cría del oso polar.

## Historia
El primer europeo del que se sepa que tuvo conocimiento sobre la existencia de las islas Medvezhi fue el explorador ruso Yákov Permiakov en 1710. Permiakov observó la silueta del grupo de islas desconocido mientras navegaba de la desembocadura del río Lena al río Kolymá surcando las entonces poco exploradas aguas del Mar de Siberia Oriental. 
En 1820-24, durante la expedición ártica de Ferdinand von Wrangel al mar de Siberia Oriental y al mar de Chukchi, el explorador Fiódor Matyushkin exploró y cartografió la isla Chetyriojstolbovói, en el grupo Medvezhi. 
El 3 de septiembre de 1878, Adolf Erik Nordenskiöld anotó que navegó cerca de la islas del Oso en el buque de vapor Vega, durante la famosa expedición en que por vez primera se recorrió toda la Ruta del Mar del Norte.

## Otras islas Medvezhi
Las islas Medvezhi no deben de confundirse con la isla del Oso, que es una isla noruega del Ártico localizada al sur del archipiélago de Svalbard. Hay también otras pequeñas islas rusas llamadas así en el mar de Kara, frente a Dikson, frente a la punta sur de Nueva Zembla y en las islas Chantar, en mar de Ojotsk.   
Aparte de éstas, hay un gran número de islotes en el mar Blanco, en el mar Báltico y en los lagos y ríos en distintas partes de Rusia llamados Óstrov Medvezhi.